# مارسل دی فالکو
مارسل دی فالکو (انگلیسی: Marcel De Falco؛ زادهٔ ۶ ژانویهٔ ۱۹۶۲) بازیکن فوتبال اهل فرانسه است.
از باشگاه‌هایی که در آن بازی کرده‌است می‌توان به باشگاه فوتبال المپیک مارسی و باشگاه فوتبال پاری سن ژرمن اشاره کرد.